# Базельський мир
- Ба́зельський мир — три мирні угоди, які було укладено Французькою республікою у Базелі 1795 року:
- 5 квітня — з Пруссією,
- 22 липня — з Іспанією.
- 28 серпня — з Гессен-Кассельським ландграфством (представленим Фрідріхом Сигізмундом Вайцом фон Ешеном), завершивши етап французьких революційних воєн проти Першої коаліції.

## Угода з Пруссією
Зважаючи на загрозливу позицію, яку зайняли Росія та Австрія, що уклали між собою 5 січня 1795 року угоду, за якою Пруссія виключалась з поділу Польщі, прусський король вийшов з коаліції, створеної проти Французької республіки, й не тільки сам відмовився від війни з останньою, але й оголосив, що бере під своє покровительство всі ті німецькі держави, які упродовж трьох місяців, за його прикладом, відмовляться від війни з Францією. Своїми зарейнськими володіннями він поступався переможній Французькій республіці (до укладення миру з державами, що воюють). Нарешті, особливим таємним пунктом було передбачено, що Пруссія, у випадку якщо лівий берег Рейну лишився б за загальною мирною угодою за Францією, отримала б відповідну компенсацію.
28 серпня ландграф Гессен-Кассельський також уклав у Базелі особливу угоду із Французькою республікою.

## Угода з Іспанією
Угода Іспанії з Францією у Базелі від 22 липня не мала для першої невигідних наслідків, окрім поступки своєю частиною острова Сан-Домінго. Угода послужила першим кроком на шляху подальшого союзу цих двох країн.